# هاماناکا، هوکایدو
هاماناکا، هوکایدو (به لاتین: Hamanaka, Hokkaido) یک منطقهٔ مسکونی در ژاپن است که در Kushiro Subprefecture واقع شده‌است. هاماناکا  ۶٬۱۲۰ نفر جمعیت دارد.